# Immo Rittmeyer
Immo Rittmeyer (* 6. Januar 1936 in Kreuma bei Leipzig; † 8. Januar 2024 in Pirna) war ein Radrennfahrer, der in der DDR aktiv war. 

## Sportliche Laufbahn
Er war Teilnehmer an den Olympischen Sommerspielen 1964 in Tokio im Straßenradsport.
Die leistungssportliche Laufbahn des gelernten KfZ-Schlossers dauerte von 1960 bis 1965 als Mitglied des Sportclubs Wismut Karl-Marx-Stadt. Mit dem Radsport begonnen hatte er 1954 als Tourenfahrer.
Die Teilnahme an den Olympischen Sommerspielen 1964 sicherte er sich vor allem durch einen Sieg im deutsch-deutschen Ausscheidungsrennen in Gießen. Die Teilnehmer der damaligen gesamtdeutschen Olympiamannschaft im Straßenradsport wurden nach einem Punktesystem in zwei Ausscheidungsrennen ermittelt. Rittmeyer gewann das erste Rennen vor sieben Fahrern des Bundes Deutscher Radfahrer (BDR). Im olympischen Straßenrennen hatte Rittmeyer Pech und stürzte in der Endphase, so dass er als 54. im Hauptfeld ankam. Im Mannschaftszeitfahren belegte er mit dem gesamtdeutschen Vierer den 14. Platz.
Seine bedeutendsten internationalen Erfolge waren Etappensiege bei der Österreich-Rundfahrt und der Bulgarien-Rundfahrt 1962. Einen 4. Platz belegte er 1963 bei der DDR-Rundfahrt. 1964 startete er in der Marokko-Rundfahrt, in der er nach einer Erkrankung ausschied.
1965 musste er seine leistungssportliche Laufbahn beenden, nachdem er der Mitwisserschaft bei der DDR-Flucht eines Sportkameraden verdächtigt und deshalb aus seinem Sportclub ausdelegiert worden war.
Nach seiner aktiven Laufbahn war Rittmeyer weiterhin sportlich aktiv. Er nahm am schwedischen Wasalauf teil (1993 und 94). Mehrfach startete er bei der Rennrad-Etappenfahrt Tour Transalp für Hobby-Radsportler und war Teilnehmer bei den Rad-Senioren-Weltmeisterschaften.
Er verstarb zwei Tage nach seinem 88. Geburtstag und wurde in Pirna beigesetzt.